# Jeff Adrien
Jeff Adrien, né le 10 février 1986 à Naples, aux États-Unis, est un joueur américain de basket-ball. Il évolue au poste d'ailier.

## Carrière
Le 20 février 2014, Jeff Adrien est transféré chez les Bucks de Milwaukee en compagnie de Ramon Sessions contre Gary Neal et Luke Ridnour.
Le 19 juillet 2014, il signe chez les Rockets de Houston.